# Liste der Nummer-eins-Hits in Belgien (1968)
Diese Liste enthält alle Nummer-eins-Hits in Belgien im Jahr 1968. Es gab in diesem Jahr 15 Nummer-eins-Singles.
| Singles |
| --- |
| - Tom Jones – I'm Coming Home - 6 Wochen (23. Dezember 1967 – 2. Februar 1968) - The Equals – Baby, Come Back - 1 Woche (3. Februar – 9. Februar) - Engelbert Humperdinck – Am I That Easy To Forget - 2 Wochen (10. Februar – 23. Februar) - John Fred & His Playboy Band – Judy in Disguise (With Glasses) - 4 Wochen (24. Februar – 22. März) - Manfred Mann – Mighty Quinn - 1 Woche (23. März – 29. März) - Tom Jones – Delilah - 4 Wochen (30. März – 26. April) - Cliff Richard – Congratulations - 4 Wochen (27. April – 24. Mai) - Engelbert Humperdinck – A Man Without Love - 7 Wochen (25. Mai – 12. Juli) - Will Tura – Viva el amor - 3 Wochen (13. Juli – 2. August) - Sir Henry And His Butlers – Camp - 3 Wochen (3. August – 23. August) - Tom Jones – Help Yourself - 5 Wochen (24. August – 27. September) - The Beatles – Hey Jude - 3 Wochen (28. September – 18. Oktober) - Mary Hopkin – Those Were the Days - 5 Wochen (19. Oktober – 22. November) - Tremeloes – My Little Lady - 4 Wochen (23. November – 20. Dezember) - Barry Ryan – Eloise - 5 Wochen (21. Dezember 1968 – 24. Januar 1969) |